# 红晕杜鹃
红晕杜鹃（学名：Rhododendron roseatum）为杜鹃花科杜鹃花属下的一个种。

## 扩展阅读
- 維基物種上的相關：红晕杜鹃